# Love Story (Tony Bennett)
Love Story è un album in studio del cantante statunitense Tony Bennett, pubblicato nel 1971.

## Tracce
1. Love Story (Carl Sigman, Francis Lai)
2. Tea for Two (Otto Harbach, Vincent Youmans, Irving Caesar)
3. I Want to Be Happy (Youmans, Caesar)
4. Individual Thing (Jule Styne, Bob Merrill)
5. I Do Not Know a Day I Did Not Love You (Richard Rodgers, Martin Charnin)
6. They Can't Take That Away from Me (George Gershwin, Ira Gershwin)
7. When Joanna Loved Me (Robert Wells, Jack Segal)
8. Country Girl (Robert Farnon)
9. The Gentle Rain (Luiz Bonfá, Matt Dubey)
10. Soon It's Gonna Rain (Tom Jones, Harvey Schmidt)
11. A Taste of Honey (Ric Marlow, Bobby Scott)
12. I'll Begin Again (Leslie Bricusse)